# Ochna pervilleana
Ochna pervilleana är en tvåhjärtbladig växtart som beskrevs av Henri Ernest Baillon. Ochna pervilleana ingår i släktet Ochna och familjen Ochnaceae. Inga underarter finns listade i Catalogue of Life.